# 秦定三
秦定三（？—1857年），字竹坡，湖北武昌府興國州人。清朝军事将领。武榜眼及第。
道光九年（1829年）中式己丑科一甲第二名武进士，授官二等侍卫。出为广西桂林营游击，累擢贵州镇远镇总兵。太平军兴起后，秦定三调安徽，苦战数载，卒于军旅。事闻，朝廷依例赐恤，谥恭武。《清史稿》有传。

## 延伸阅读
[在维基数据编辑]
 《清史稿·卷428》，出自趙爾巽《清史稿》